# Plan financier
En gestion prévisionnelle, un plan financier est un rapport chiffré composé d'une série de tableaux qui valorise les hypothèses de travail reprises dans un plan d'affaires dont il est une des parties. Il présente des états prévisionnels chiffrés des activités à réaliser et des moyens financiers dont l'entreprise/société doit disposer à cette fin. Le plan financier constitue en outre un outil permanent de gestion utilisé pour suivre, contrôler et guider le développement de l'entreprise/société. Cela implique qu'il doit être régulièrement révisé et adapté en fonction de l'évolution de la situation économique et financière de l'entreprise/société.
Le plan financier est un outil généralement utilisé par les investisseurs (actionnaires, acquéreur, banquiers) pour analyser la viabilité d'une entreprise, d'un projet de création d'entreprise ou d'un investissement.

## Structure et contenu
Le plan financier présente des prévisions financières et commerciales au travers d'un bilan prévisionnel, d'un compte de résultat prévisionnel et d'un tableau de trésorerie prévisionnel. L'échelle de temps utilisée pour les prévisions varie couramment entre 3 et 5 ans.

### La composition du plan financier
Un plan financier se compose traditionnellement des tableaux principaux suivants, la gestion prévisionnelle comprend :
- le bilan prévisionnel;
- le compte de résultat prévisionnel;
- le tableau de trésorerie prévisionnel.
- les soldes intermédiaires de gestion prévisionnels
- le bilan fonctionnel prévisionnel

Les tableaux principaux sont alimentés par les tableaux auxiliaires suivants :
- le tableau des financements en fonds propres;
- le tableau des dettes longs termes;
- le tableau des dépenses sociales;
- le tableau des ventes
- le tableau des marges brutes ou tableau des prix de revient par produit;
- le tableau des coûts fixes.

### Les indicateurs
Ces différents tableaux permettent de calculer notamment les indicateurs suivants :
- la CAF, capacité d'autofinancement
- le FRNG, fonds de roulement net global
- le BRF, besoin en fonds de roulement
- le seuil de rentabilité

Le plan financier est un outil de gestion car il permet de valoriser les prévisions de chiffres d'affaires, des coûts, des résultats, des soldes de trésorerie, des valeurs bilantaires (le bilan) et des ratios financiers.

#### La CAF
La capacité d'autofinancement est une notion comptable qui désigne le montant que l'entreprise peut utiliser pour rembourser les emprunts contractés, financer sa croissance ou encore rémunérer les actionnaires. Les banques accordent une grande importance à cet indicateur puisqu'il indique si l'entreprise est solvable ou non. La CAF est donc déterminante dans un plan financier puisqu'elle sera analysée par les parties prenantes. La CAF se calcule ainsi de deux façons différentes ; la méthode additive et la méthode soustractive explicitée dans l'article suivant : Capacité d'autofinancement.

#### Le FNRG
Le FRNG est la différence entre les capitaux permanents de l'entreprise, ses ressources, et ses actifs, c'est-à-dire ses emplois. Le FRNG doit être positif pour que l'entreprise puisse financer tout ou partie de son BFR, autrement dit de son cycle d'exploitation.

#### Le BFR
Le besoin en fonds de roulement résulte du décalage entre les encaissements de clients et des décaissements des fournisseurs. Il prend en considération le délai de rotation des stocks, le délai de paiements des fournisseurs et de règlements des clients . Pour que l'entreprise soit en bonne santé financière, le BFR doit être couvert par le FRNG. Si ce dernier ne couvre pas le BFR, des mesures correctives doivent être envisagées pour la pérennisation de l'activité.

#### Le seuil de rentabilité
Cet indicateur permet aux parties prenantes de déterminer le chiffre d'affaires minimal sur une période donnée. En d'autres termes, il s'agit du chiffre d'affaires en deçà duquel l'entreprise ne dégage aucun bénéfice. Le seuil de rentabilité est donc fréquemment utilisé dans le cadre d'une création ou d'une reprise d'entreprise afin de mesurer si des bénéfices sont réalisables et à partir de quel chiffre d'affaires.

## Intérêts pour les parties prenantes
Le plan financier est un outil précieux pour les banques qui l'utilisent pour calculer le montant des emprunts accordés  mais il s'adresse également aux chefs d'entreprise, aux investisseurs et aux futurs clients et fournisseurs. Il permet au comité de direction d'obtenir des financements auprès des établissements bancaires et des indicateurs quant à la viabilité du projet ou encore de convaincre de potentiels investisseurs.

## Belgique
En Belgique, une société nouvellement créée doit disposer d'un capital suffisant pour lui permettre d'exercer normalement ses activités pendant deux ans. Si la société venait à être déclarée en faillite dans une période de trois ans après sa constitution, le tribunal de commerce pourra demander la production du plan financier. Si le tribunal estime que la société a été constituée avec un capital manifestement insuffisant, les fondateurs de la société peuvent être déclarés responsables de la faillite. Cette responsabilité concerne les fondateurs, et est indépendante de la responsabilité des gérants ou administrateurs.
La loi impose aux fondateurs d'une société anonyme, d'une SPRL, ou d'une coopérative à responsabilité limitée, de remettre au notaire chargé de dresser l'acte de constitution, un plan financier par lequel, ils justifient le montant du capital social. La loi ne définit cependant pas avec précision le contenu de ce plan financier. Il est généralement admis qu'il constitue un bilan prévisionnel des rentrées et des dépenses de la société en fonction du capital mis à sa disposition et des activités que la société va exercer. Un simple document alignant quelques chiffres ne constitue évidemment pas un plan financier valable.
Le plan financier est secret : il doit être signé par les fondateurs et remis au notaire avant l'acte, et ce dernier s'engage à le conserver. Il ne pourra le remettre à personne sauf au procureur du Roi ou au juge commissaire en cas de faillite de la société. Le notaire ne participe pas à la rédaction du plan financier, mais il pourra émettre des réserves lorsque ce plan lui parait trop succinct, peu réaliste ou fantaisiste.